# Pietro di Anagni
Pietro (Salerno, inizi XI secolo – Anagni, 3 agosto 1105) fu vescovo di Anagni. Fu proclamato santo da papa Pasquale II nel 1110.

## Biografia
Apparteneva alla nobile famiglia longobarda dei principi di Salerno. Rimasto orfano in giovane età, fu affidato ai monaci dell'abbazia di San Benedetto a Salerno: fu prelevato dal monastero dal cardinale Ildebrando di Soana, che lo affiancò come cappellano a papa Alessandro II.
Eletto vescovo di Anagni, si dedicò alla riforma del clero, ravvivò il culto del martire locale san Magno, restaurò la cattedrale e recuperò alla Chiesa i beni usurpati dai laici.
Durante l'episcopato dovette lasciare due volte la sua sede: Alessandro II lo inviò come apocrisario presso l'imperatore d'Oriente Michele VII Ducas e seguì Boemondo di Taranto nella crociata in Terra santa.
Morì nel 1105.

## Culto
Il suo amico e antico collaboratore Bruno, vescovo di Segni, inviò al papa una narrazione (perduta) della vita e dei miracoli del predecessore.
Con bolla data in Segni il 4 giugno 1110, papa Pasquale II annoverò Pietro tra i santi, ne autorizzò il culto per le diocesi della Campania e ne fissò la festa al 3 agosto.
Il suo elogio si legge nel Martirologio romano al 3 agosto.